# Casa con diez pinos
«Casa con diez pinos» o muy frecuentemente llamada «Una casa con diez pinos», es una canción del grupo de rock argentino Manal. Es la sexta canción de su homónimo álbum editado en 1970.  La canción fue incluida entre los 15 mejores mitos del rock nacional según la revista Rolling Stone de Argentina.

## Origen
Este tema está inspirado en un lugar real, una casa quinta situada en la localidad de Monte Grande, al sur de la ciudad de Buenos Aires. Con cinco pinos a cada lado de la entrada, ese inmueble había sido alquilado por el pintor Roy Mackintosh, con la idea de hacer una de las primeras comunidades hippies de la época. A la casa concurrían artistas como Tanguito, Pajarito Zaguri, Pappo, Miguel Abuelo y Javier Martínez entre otros tantos. Durante el día, los visitantes ocupaban el parque de una hectárea componiendo música, pintando o dibujando. Por la noche se juntaban en la casa y se mostraban sus obras. En ese contexto bohemio Martínez compuso la canción.

## Composición
Es la canción más dharma del álbum. Habla de escapar de la vida solitaria en la ciudad, para irse con los amigos a una casa en el campo, al margen de la sociedad. El arreglo del tema se inicia con un inusual solo de batería, tras el cual entra todo el grupo. La línea de bajo de Medina apoya y responde a la voz soulera de Martínez. La guitarra emplea también recursos propios del soul, inspirados en el estilo del guitarrista Steve Crooper. La coda final alterna un scat de Martínez con fraseos de la guitarra.

## Grabación
Al igual que las otras canciones del álbum Manal, Casa con diez pinos se grabó en 1970 en los Estudios TNT, ubicados en la calle Moreno casi Avenida 9 de julio. El técnico de grabación fue Tim Croatto, exmiembro de Los TNT. La grabación de la canción contó con: Javier Martínez en batería y voz, Claudio Gabis en guitarra eléctrica y guitarra acústica, y Alejandro Medina en bajo eléctrico y piano.

## Publicaciones
«Casa con diez pinos» fue publicada en el aclamado álbum Manal de 1970, poco después apareció en el álbum doble compilatorio Manal de 1973. Una versión fue registrada en vivo y grabada en En vivo en el Roxy de 1995, pero sin Claudio Gabis. Existe una única versión en vivo de la canción que apareció en 2016 en Vivo en Red House, grabada en 2014.

## Créditos
Manal
- Javier Martínez: voz y batería
- Claudio Gabis: guitarra eléctrica
- Alejandro Medina: bajo eléctrico

Otros
- Jorge Álvarez y Pedro Pujo: productores
- Salvador y Tim Croatto: técnicos en grabación

## Crítica
El músico Luis Alberto Spinetta ha comentado:

[...] "Una casa con diez pinos", por ejemplo. Es un resumen, una pequeña novela con seis frases, y es contundente. Son las mejores letras que hay. No quiero herir ninguna susceptibilidad, pero es lo que pienso.

## Versiones
El guitarrista argneitno Pappo grabó su propia versión de la canción que apareció en su álbum Blues Local de 1992.
Juanse en conjunto con Peteco Carabajal grabó una versión de la canción. Otros artistas que grabaron sus versiones fueron Pez, El Bordo y O'Connor.